# Farmacia (singolo)
Farmacia è un singolo del cantautore italiano Frah Quintale, pubblicato il 4 ottobre 2019, il singolo è stato poi incluso nella seconda raccolta del cantante Banzai.

## Tracce
1. Farmacia – 3:14